# Gorsleben
Gorsleben ist ein Ortsteil der Stadt und Landgemeinde An der Schmücke im thüringischen Kyffhäuserkreis. Westlich von Gorsleben mündet der hier meist Lossa genannte Lossa/Unstrutkanal in die Unstrut. Zum Ortsnamensbestandteil -leben siehe dort.

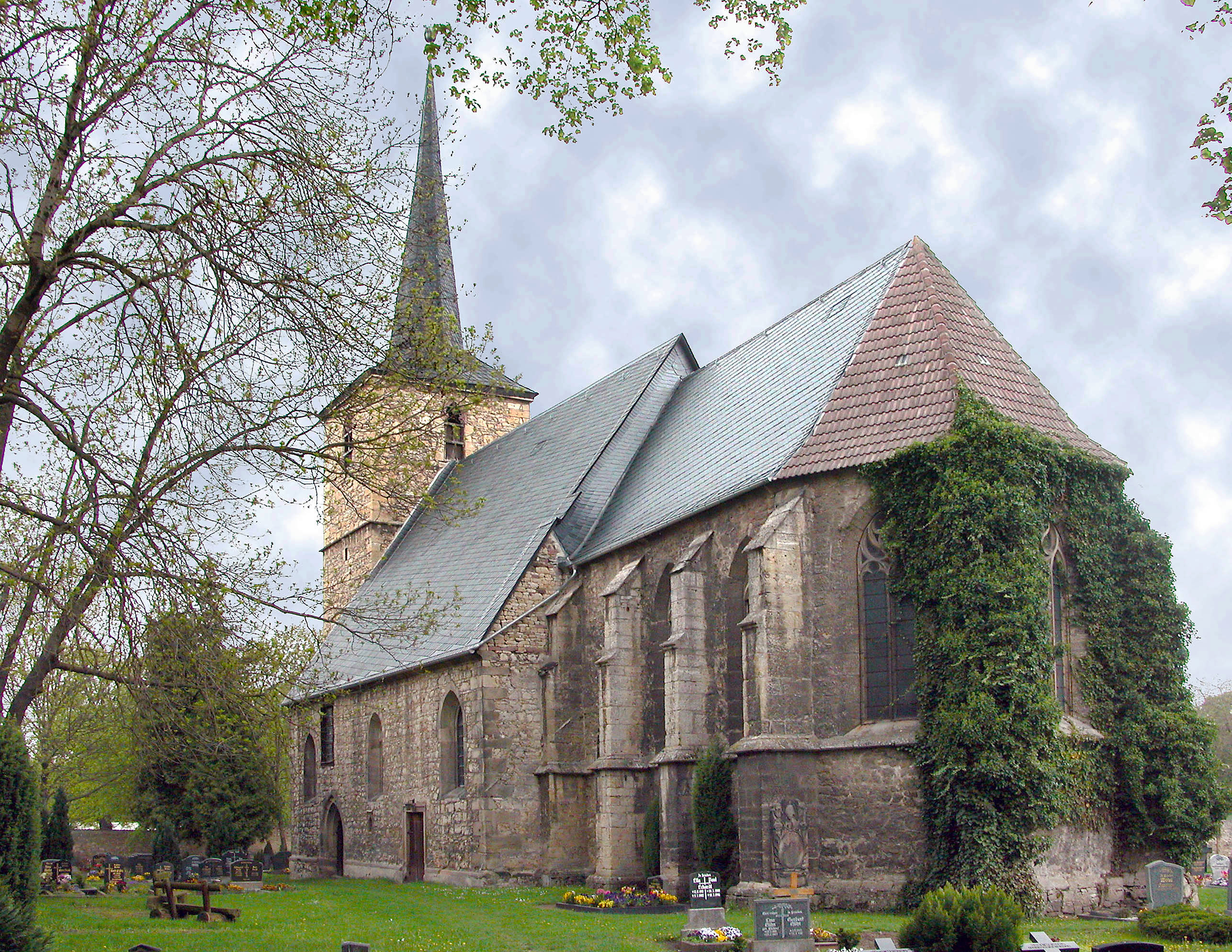
Bonifatius-Kirche zu Gorsleben

## Geschichte
Gorsleben wurde 772 erstmals als Genrichesleiba, was so viel bedeutet wie „Erbe des Genrich“, in einer Urkunde des Klosters Fulda erwähnt. Der Name änderte sich noch mehrmals in Goricheslebo, Gonneleve, Gaurisleybin, Gersteleben und Gorisleben. In Gorsleben gab es im Mittelalter ein Zisterzienser-Nonnenkloster, dessen Kirche noch als heutige Dorfkirche St. Bonifatius steht. Der Ort wurde im Dreißigjährigen Krieg, während einer Besetzung durch kaiserliche Truppen 1627, nahezu vollständig niedergebrannt. Die Einwohner von Gorsleben lebten hauptsächlich von der Land- und Viehwirtschaft, früher auch von Weinanbau am Südhang der Schmücke. Träger der Landwirtschaft waren Rittergüter, das Kloster und freie Bauern. Der Ort gehörte bis 1815 zum kursächsischen Amt Sachsenburg. Durch die Beschlüsse des Wiener Kongresses kam er zu Preußen und wurde 1816 dem Landkreis Eckartsberga im Regierungsbezirk Merseburg der Provinz Sachsen zugeteilt, zu dem er bis 1944 gehörte.
Aus dem Ersten Weltkrieg kehrten 46, aus dem Zweiten Weltkrieg 79 Soldaten aus Gorsleben nicht zurück. Ab Januar 1945 strömten Flüchtlinge aus den Ostgebieten auch nach Gorsleben, darunter ein Treck aus einem schlesischen Dorf. Im April 1945 lag Gorsleben 3 Tage und Nächte lang zwischen Verteidigungsstellungen der Wehrmacht auf der Schmücke und US-Truppen, die mit der Folge von Bränden auch den Ort mit Artillerie beschossen. Dann wurde er durch einen Parlamentär übergeben. Heimlich brachten Frauen aus dem Ort versprengten Soldaten auf der Schmücke unter Lebensgefahr Zivilkleidung. Im Juli 1945 wurde die amerikanische Besatzung durch die Rote Armee abgelöst. Die Rittergutsbesitzer wurden entschädigungslos enteignet und – mit Ausnahme einer Witwe mit 3 Kindern – binnen 24 Stunden des Kreises verwiesen.
1960 folgte die Zwangskollektivierung der bäuerlichen Landwirtschaft. Im Zusammenhang mit Meliorierung und zum Hochwasserschutz wurden die Unstrut und die hier mündende Lossa umgeleitet. Nach der Wende und Wiedervereinigung wurde auch in Gorsleben viel restauriert und neu gebaut, neue Betriebe entstanden. Hauptprobleme sind die Arbeitslosigkeit sowie der Bevölkerungsverlust durch drastischen Rückgang der Geburtenrate und Abwanderung junger Menschen.
Am 1. Januar 2019 schlossen sich die Gemeinden Gorsleben, Bretleben, Hauteroda, Heldrungen, Hemleben und Oldisleben zur neuen Stadt und Landgemeinde An der Schmücke zusammen. Die Gemeinde Gorsleben gehörte der Verwaltungsgemeinschaft An der Schmücke an.

### Einwohnerentwicklung
Entwicklung der Einwohnerzahl (31. Dezember):
| - 1994 – 686 - 1995 – 679 - 1996 – 683 - 1997 – 691 - 1998 – 707 - 1999 – 709 | - 2000 – 709 - 2001 – 698 - 2002 – 684 - 2003 – 652 - 2004 – 636 - 2005 – 628 | - 2006 – 666 - 2007 – 579 - 2008 – 582 - 2009 – 576 - 2010 – 558 - 2011 – 539 | - 2012 – 540 - 2013 – 542 - 2014 – 537 - 2015 – 522 - 2016 – 506 - 2017 – 498 |

Datenquelle: Thüringer Landesamt für Statistik

## Wappen
Das Wappen wurde am 21. September 2009 genehmigt.
Blasonierung: „Schild mit einer eingebogenen erhöhten blauen Spitze mit einem silbernen Messbuch mit durchbohrtem schwarzem Hochkreuz, vorn in Silber eine rote Butte mit zwei Tragriemen, hinten von Rot über Silber dreimal geteilt.“
Gorsleben wurde 772 erstmals als Genrichesleiba = „Erbe des Genrich“ in einer Urkunde des Klosters Fulda erwähnt. Die rot-weiße Teilung links oben erinnert an die Grafen von Beichlingen, die bis Anfang des 15. Jahrhunderts die territoriale Hoheit über das Dorf besaßen. Die dem Wappen der Familie von Germar entlehnte Butte steht für den Besitz dieses Geschlechtes in Gorsleben in der frühen Neuzeit. Das stilisierte Messbuch als ein Attribut des Heiligen Bonifatius schließlich verweist auf die diesem Heiligen geweihte Klosterkirche in der Gemeinde.
Das Wappen wurde vom Heraldiker Michael Zapfe gestaltet.

## Wirtschaft und Verkehr
Durch Gorsleben führt die B 85, die sich in 1 km Entfernung mit der B 86 kreuzt. In der Nähe entstand der Schmücke-Tunnel für die Bundesautobahn 71.
Ende 2014 wird das letzte Teilstück der A 71 zwischen der B 85 und Sömmerda fertiggestellt sein und die A 71 ist dann durchgängig von Schweinfurt bis Sangerhausen (Südkreuz A 38) befahrbar.
Der Ort ist gut an den Busverkehr angeschlossen. Nächste Bahnhöfe befinden sich in Etzleben und Heldrungen.
Unweit Gorsleben verläuft der Unstrut-Radweg. Lohnende Wander- und Radwege erschließen die reizvolle Umgebung.

## Vereine
- Heimatverein
- Schützenverein
- Feuerwehrverein und Freiwillige Feuerwehr
- Gorslebener Karnevalsclub (GKC) Blau-Gold
- Traktoren- und Oldtimerverein
- Tischtennisverein USV Gorsleben

## Sehenswürdigkeiten

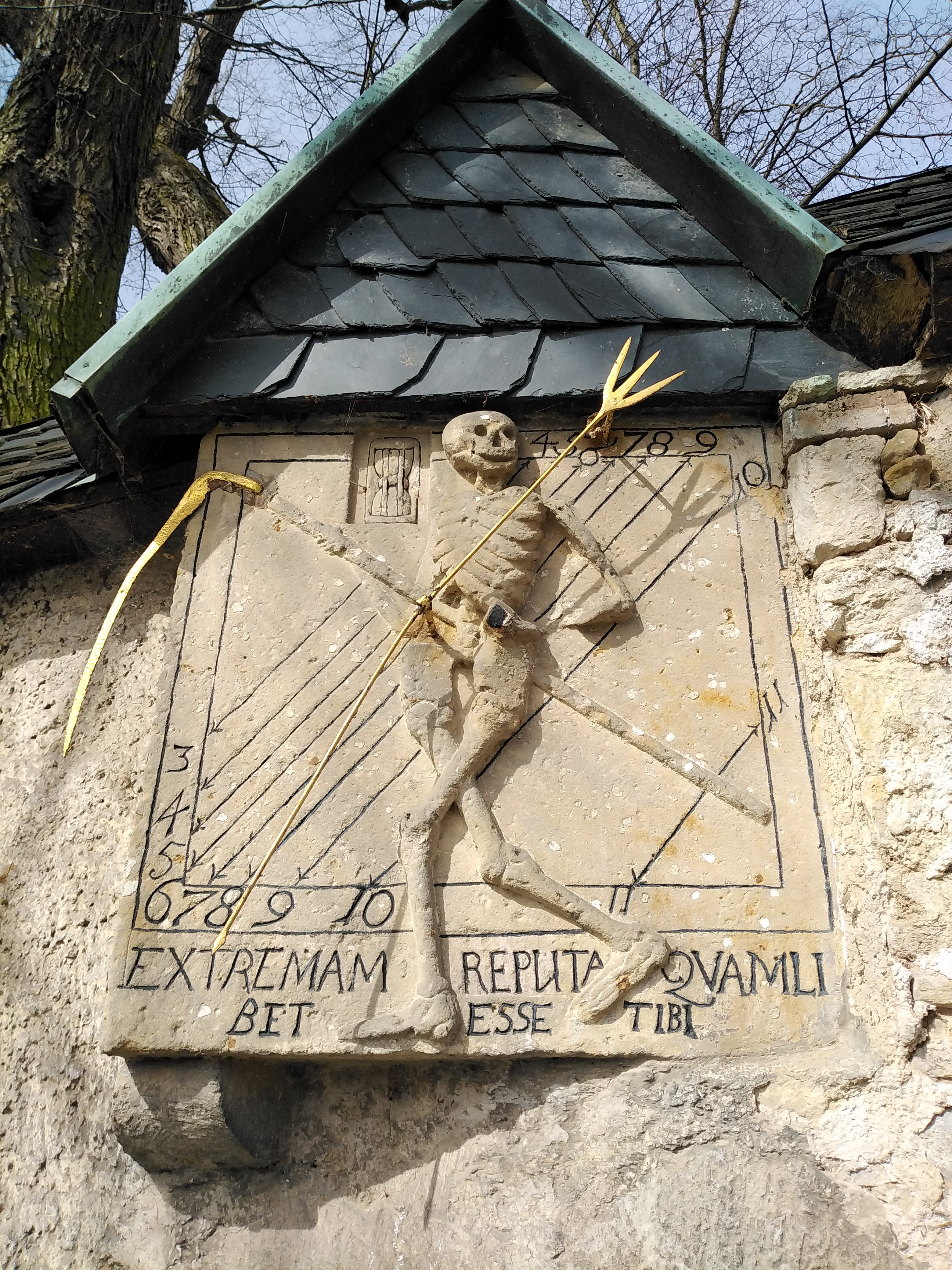
Der Tod von Gorsleben mit Sonnenuhr (2022)

- Evangelische Bonifatiuskirche mit umgebendem, noch genutztem Friedhof und alten Grabdenkmälern. Die frühere Klosterkirche hat einen spätgotischen Chor, zwei Kanzeln (eine zur Predigt, die andere nur bei Begräbnissen genutzt), einen Schnitzaltar, einen Taufstein von 1568 und einen Turm aus dem 16. Jahrhundert.
- Das Eingangsportal des Kirchhofes (direkt an der B 85) ziert eine interessante Skulptur vom Sensentod, der sogenannte "Tod von Gorsleben", versehen mit einer kleinen Sonnenuhr sowie einer lateinischen und einer deutschen Inschrift ("Extram Reputa Quamlibet esse tibi" und "Unsere Lebenszeit verfleucht wie ein schneller Schatten weicht") wurde sie um 1698 auf Anregung durch den Ortspfarrer Christian Webel, dessen junge Frau gerade verstorben war, durch den Gorslebener Steinmetz Andreas Bornus geschaffen.
- Auf dem Kirchplatz steht ein Kriegerdenkmal aus den 1920er Jahren, das mit Namenstafeln auf beiden Seiten an die in beiden Weltkriegen gefallenen und vermissten Soldaten aus Gorsleben erinnert.
- Auf der anderen Seite der B 85 befindet sich der Gemeinde-Friedhof. Sehenswert ist hier das Erbbegräbnis der Rittergutsfamilie von Hoff.
- Die vier Rittergüter von Gorsleben:
  - Neben der Kirche steht der „Schieferhof“, ein schlossähnlicher Fachwerkbau von 1620: Herrenhaus eines ehemaligen Ritterguts derer von Germar. Er diente 1819/20 dem „Verein für Erforschung des vaterländischen Althertums in Kunst und Geschichte“ – Thüringens ältestem und am 20. Juli 1819 in Bilzingsleben gegründeten Geschichtsverein – als Aufbewahrungsort von dessen Sammlung.
  - Der „Blaue Hof“ (neben der früheren Unstrut-Furt, ohne den früheren Wassergarten „Das Paradies“ und ohne den beseitigten Gutspark)[2].
  - der „Rote Hof“, ein Barockbau von 1735, welcher mit Grundriss, Fassade und Dachstuhl fast vollständig bauzeitlich erhalten ist. Das Herrenhaus weist auch im Inneren noch zahlreiche Teile der barocken Ausstattung auf.
  - Der „Klosterhof“, hervorgegangen aus dem Wirtschaftshof des Zisterzienserinnenklosters Frankenhausen.
- Im Ort sind noch überdurchschnittlich viele Fachwerkgebäude erhalten.
- Vikareigut, 1713 als stattliches Fachwerkhaus neu erbaut. Wohnhaus des Messpriesters, dem Vikar, an St. Bonifatius.[3] Historische Sonnenuhr bauseitig erhalten.
- Gemeindeschenke: restaurierter Fachwerkbau mit Türmchen auf dem Dach
- Der „Artra-Brunnen“ ist eine sagenumwobene Quelle unweit des Ortes auf halber Höhe an der Schmücke, die 1998 bis 2001 wieder freigelegt und mit einem Rastplatz bereichert wurde.
- Südlich der Sachsenburger Pforte liegt ein Gräberfeld der augusteischen Zeit kurz vor der Schmücke. Geborgen wurden Tierschädel und Skelettteile sowie Reste menschlicher Bestattungen.[4]

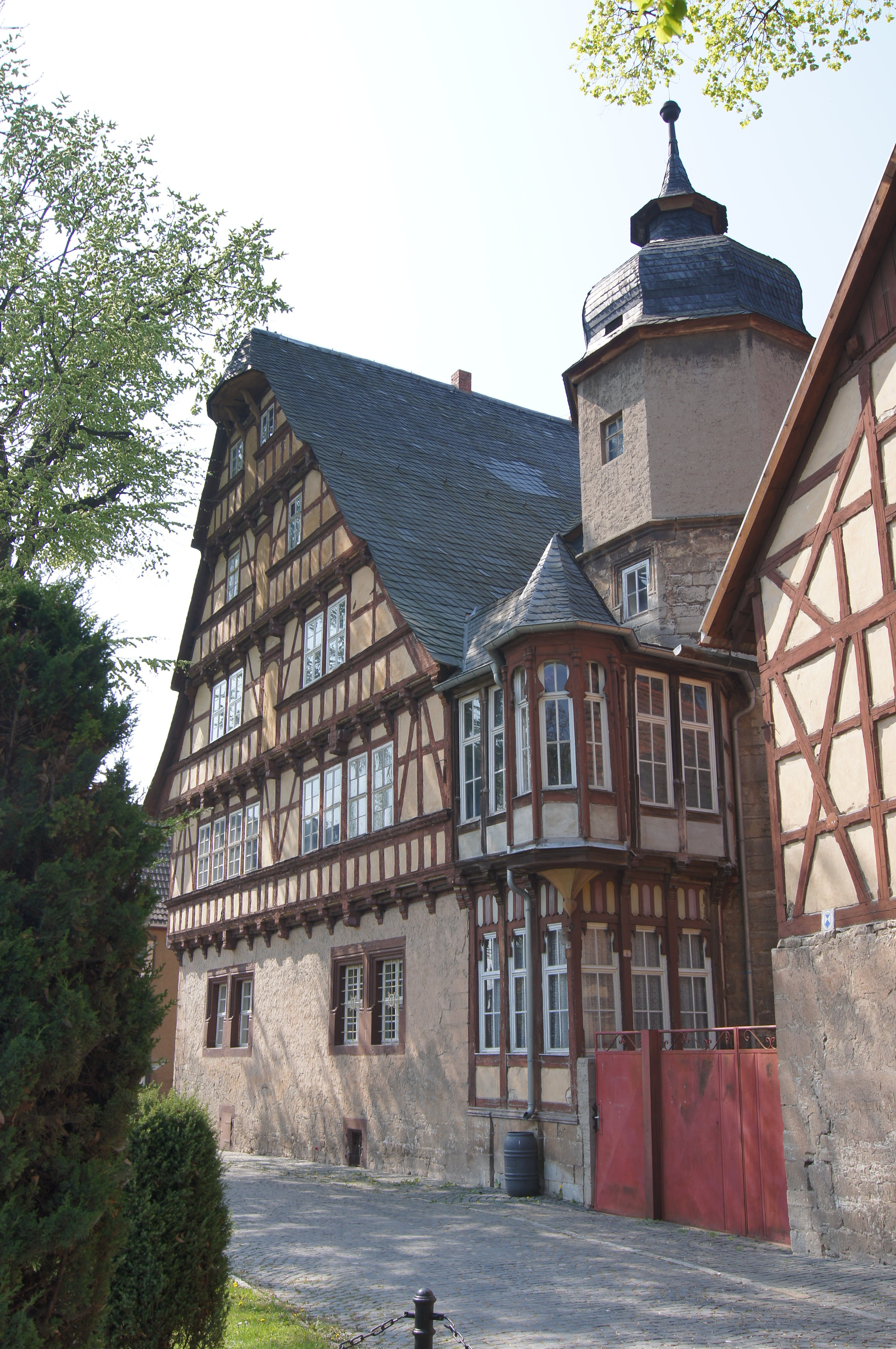
Schieferhof
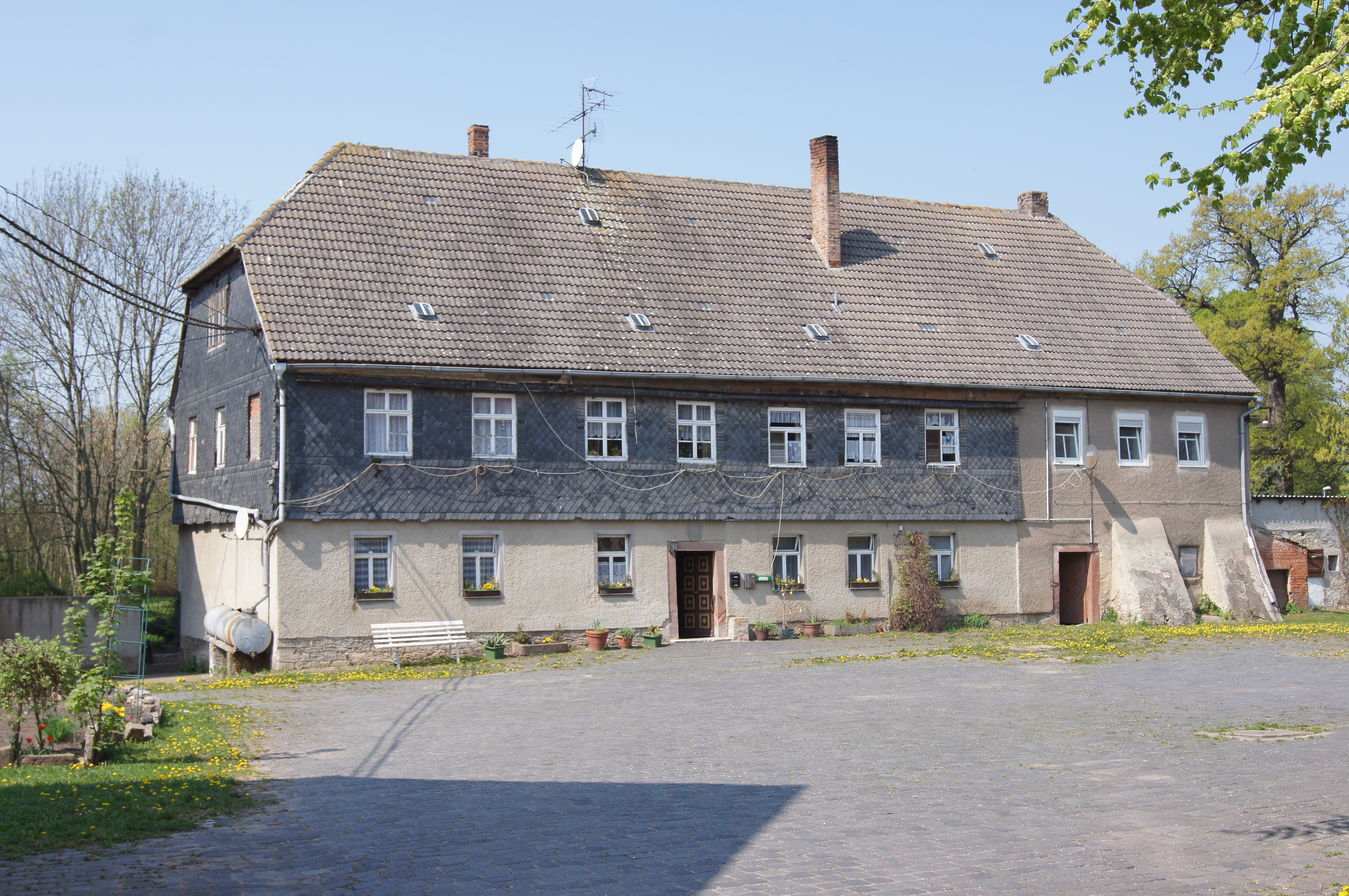
Klosterhof
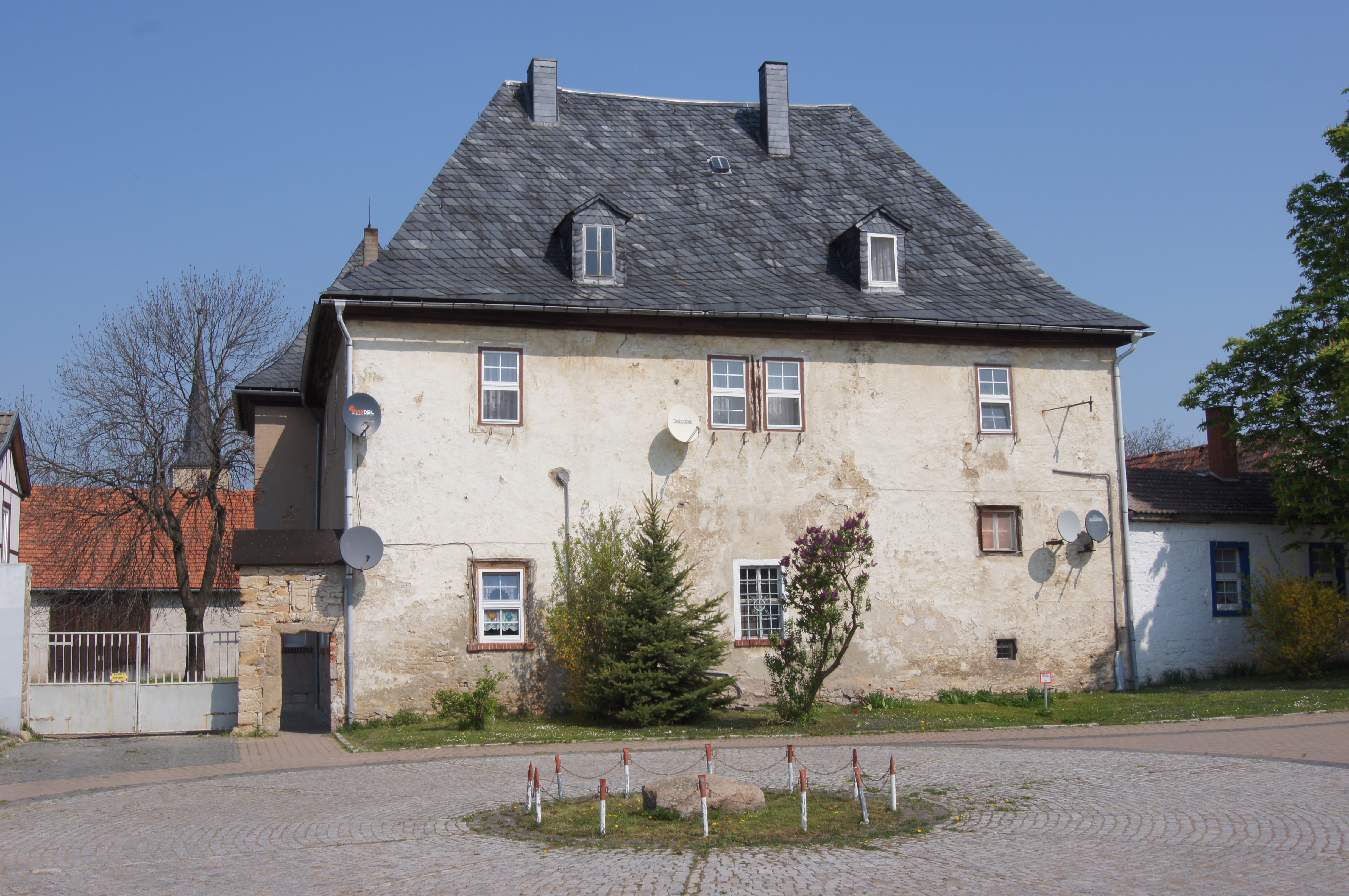
Blauer Hof
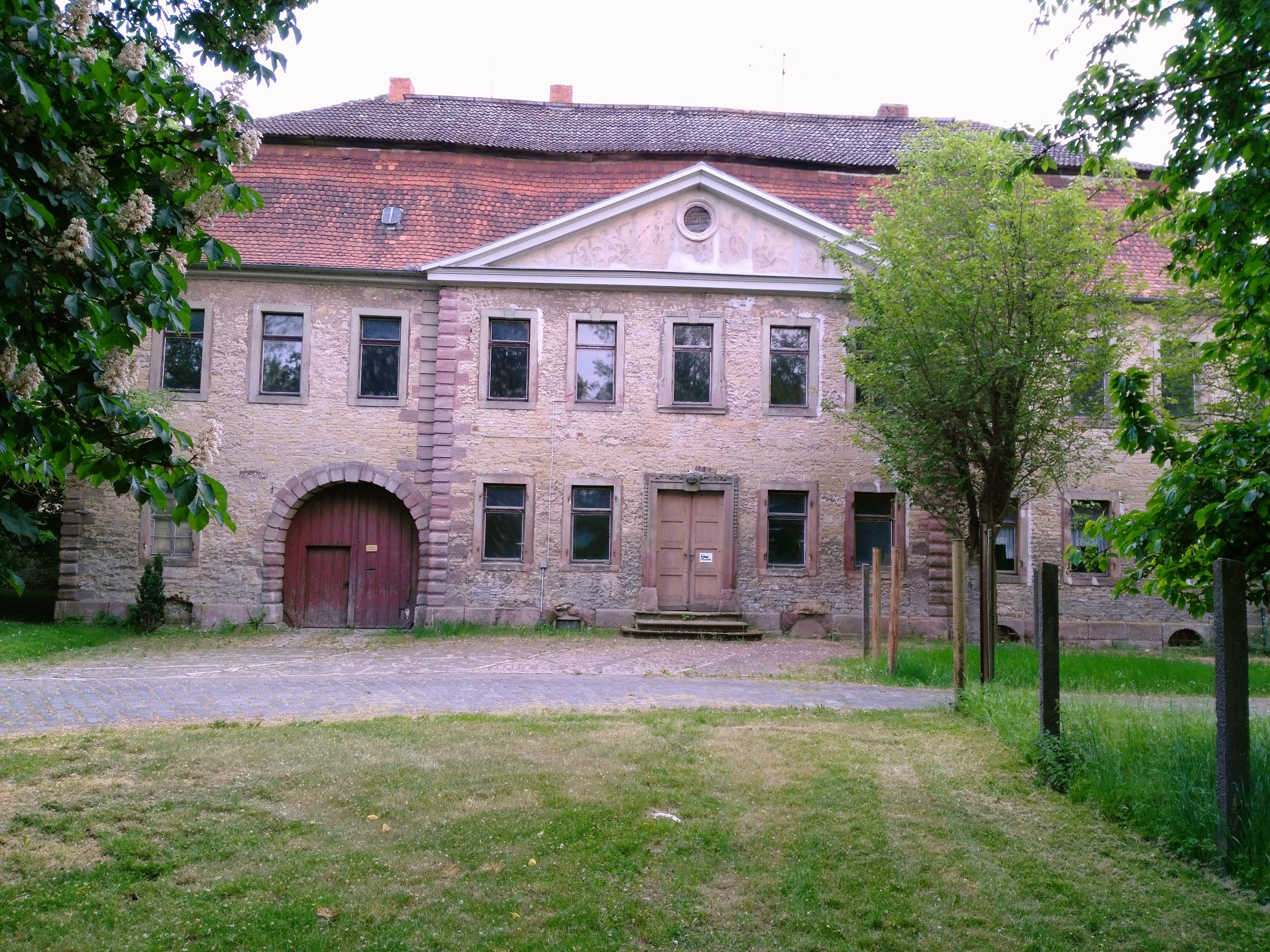
Roter Hof
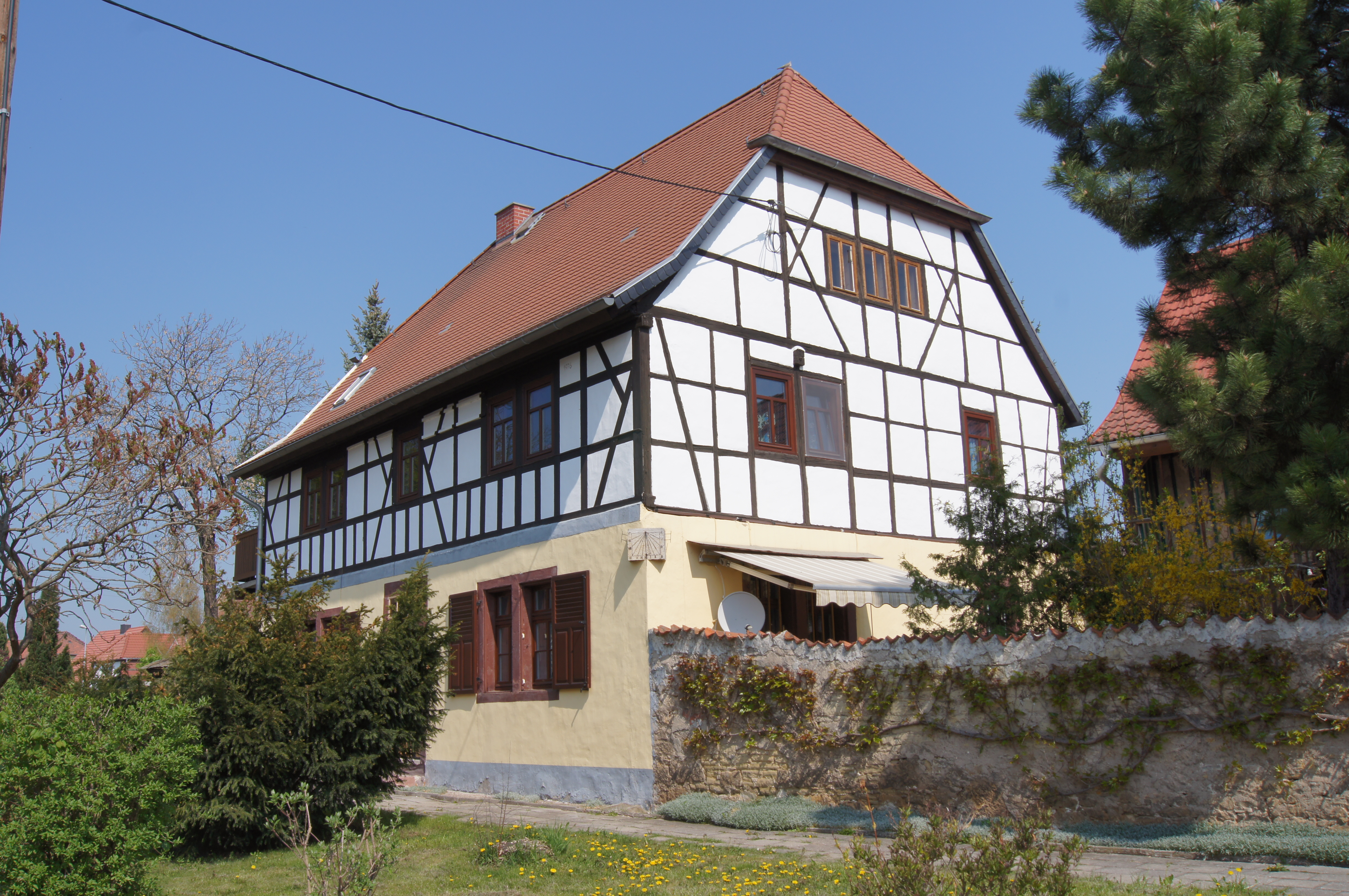
Vikareigut

## Persönlichkeiten
- Sethus Calvisius, eigentlich: Seth Kalwitz (1556–1615), Komponist, Musiktheoretiker und Kantor in Schulpforta und Leipzig
- Heinrich Martin Eccard (1615–1669), lutherischer Theologe
- Traugott Karl August Vogt (1762–1807), Mediziner